# Aljumka
Aljumka (in russo Алюмка) è una piccola isola russa che si trova nel liman dell'Anadyr' a sud-est della città di Anadyr'. Appartiene amministrativamente all'Anadyrskij rajon del Circondario autonomo della Čukotka.
Il nome è tradotto dal termine della lingua ciukcia (R"ėljumkyn, Ръэлюмкын) e dalla lingua kerek (Jalumkyn, Йалумкын), in italiano "pezzi intricati", e si riferisce a una leggenda locale.

## Geografia
Aljumka si trova a solo 1,28 km dalla costa e a 5,85 km dalla città di Anadyr', vicino al passaggio che immette nella baia Onemen.
L'isola è lunga 370 m e larga 80 m. Chiaramente visibile da lontano, ha installato un faro di navigazione ed è un punto di riferimento per le navi dirette al porto di Anadyr'.

### Fauna
Sulle rive rocciose dell'isola ci sono colonie di uccelli marini. Vi nidificano: il cormorano pelagico, il gabbiano tridattilo, l'uria, la fratercula dal corno e la fratercula dai ciuffi.